# تيك 3

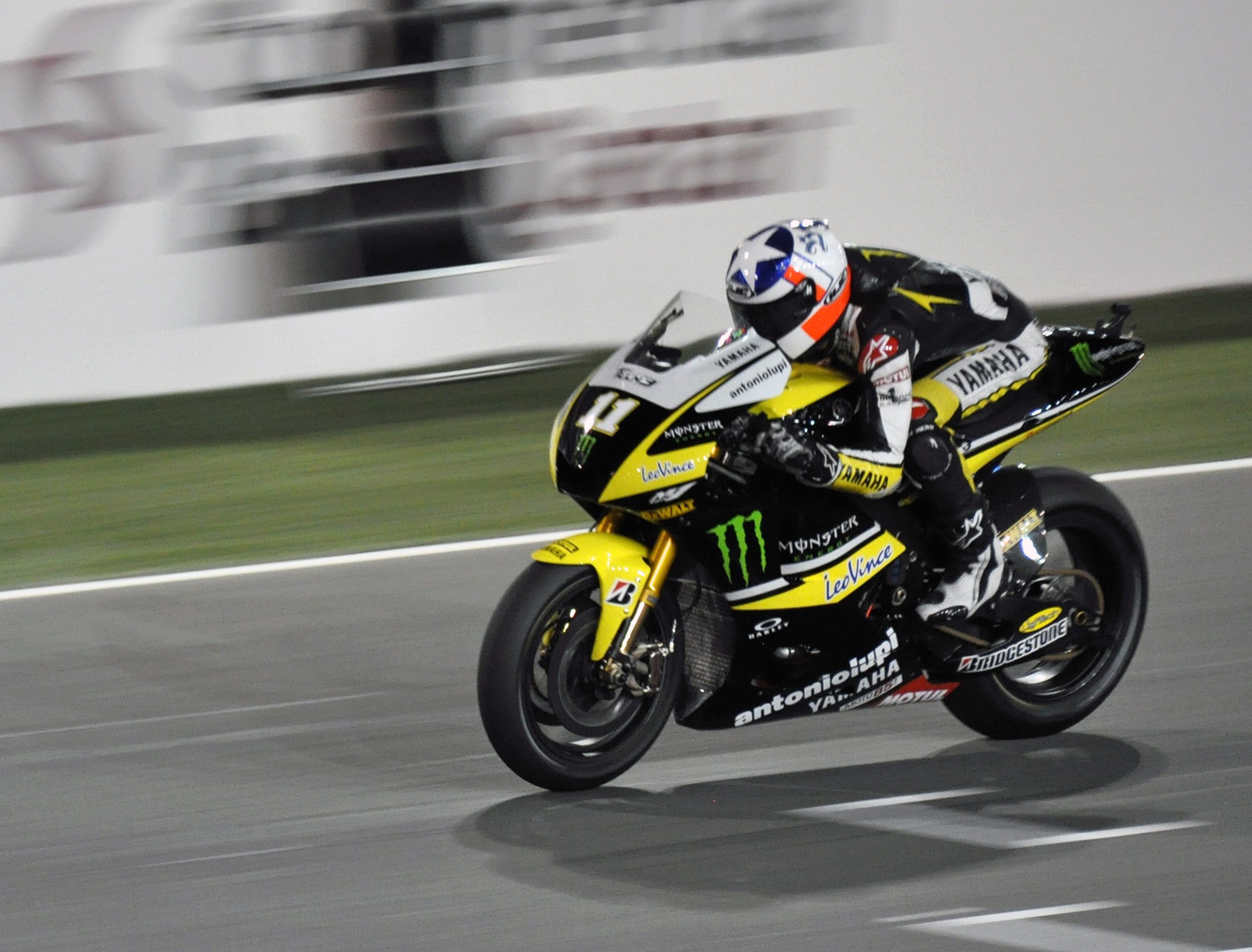

تيك 3 (بالإنجليزية: Tech 3)‏ هو فريق في سباق الدراجات النارية ينشط حاليا في سباق الجائزة الكبرى للدراجات النارية في فئتي موتو 2 وموتو 3. بدأ الفريق التنافس في سباق الجائزة الكبرى للدراجات النارية موسم 1990 في فئة 250 سي سي مستخدما دراجات هوندا وسوزوكي. في سباق الجائزة الكبرى للدراجات النارية موسم 1999 أقام الفريق شراكة مع ياماها موتور. من دراجيه برادلي سميث وبول إسبارغارو.